# 演州府
演州府，是明代交阯承宣布政使司下轄的一個府，領演州，演州領千冬縣、芙蓉縣、芙蒥縣、瓊林縣、茶清縣五縣。治約在今越南乂安省。

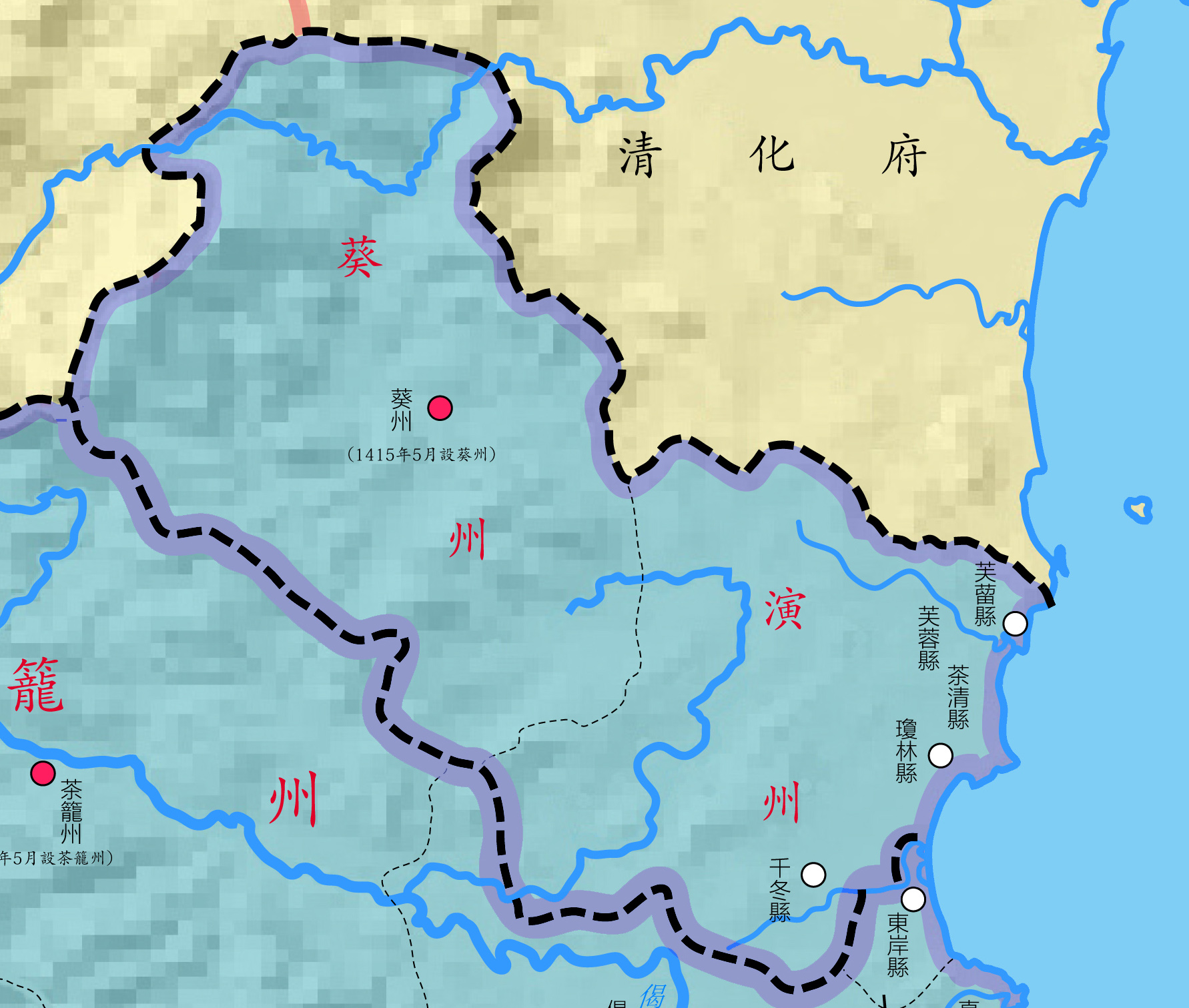

## 沿革
- 明永樂五年六月癸未（1407年7月5日）置演州府，領演州，演州先後領千冬縣、芙蓉縣、芙蒥縣、瓊林縣、茶清縣五縣[2][3][4]。
- 永樂十三年八月二十三日丁亥（1415年9月25日），革演州府為演州直隸州，以千冬縣入演州，並演州之芙蓉縣入瓊林縣[5][6][7][8]。